# Tadeusz Sławecki
Tadeusz Sławecki (ur. 27 sierpnia 1957 w Czemiernikach) – polski polityk i nauczyciel. Poseł na Sejm II, V i VI kadencji, w latach 2001–2003 podsekretarz stanu, a w latach 2012–2015 sekretarz stanu w Ministerstwie Edukacji Narodowej.

## Życiorys
Absolwent Technikum Chemicznego im. Marii Curie-Skłodowskiej w Puławach. W 1989 ukończył studia na Wydziale Mechanizacji Rolnictwa Akademii Rolniczej w Lublinie. Odbył także podyplomowe studia z zakresu zarządzania projektami europejskimi i prawa Unii Europejskiej na Uniwersytecie Marii Curie-Skłodowskiej. Pracował jako nauczyciel i dyrektor szkół w Czemiernikach. Został członkiem zarządu głównego Ochotniczych Straży Pożarnych RP i wiceprezesem zarządu wojewódzkiego OSP w Lublinie.
W latach 1993–1997 sprawował mandat posła na Sejm II kadencji. Był także wiceprzewodniczącym sejmiku lubelskiego. W rządzie Leszka Millera zajmował stanowisko wiceministra edukacji narodowej w randze podsekretarza stanu (2001–2003). W wyborach w 2005 po raz drugi został wybrany na posła (V kadencji). W 2007 po raz trzeci uzyskał mandat poselski, otrzymując w okręgu chełmskim 6590 głosów. W 2004 i 2009 bezskutecznie kandydował do Parlamentu Europejskiego, w 2011 nie został ponownie wybrany do Sejmu. O mandat poselski ubiegał się również bezskutecznie w 2015.
17 stycznia 2012 został powołany na stanowisko sekretarza stanu w Ministerstwie Edukacji Narodowej. Z funkcji tej został odwołany w listopadzie 2015. W kwietniu 2016 został dyrektorem Wojewódzkiej Biblioteki Publicznej im. Hieronima Łopacińskiego w Lublinie; stanowisko to zajmował do 2023. W 2018 i 2024 uzyskiwał mandat radnego powiatu radzyńskiego.

## Odznaczenia i wyróżnienia
- Krzyż Kawalerski Orderu Odrodzenia Polski (1998)[7]
- Medalem Komisji Edukacji Narodowej[2]
- Brązowy Medal „Za zasługi dla obronności kraju”
- Złota Odznaka „Zasłużony dla Ochrony Przeciwpożarowej” (2009)[8]
- Odznaka Honorowa za Zasługi dla Samorządu Terytorialnego (2015)[9]
- Złoty Znak Związku Ochotniczych Straży Pożarnych Rzeczypospolitej Polskiej
- Złota Odznaka ZNP
- Odznaka „Zasłużony Działacz Kultury Fizycznej”
- Odznaka „Zasłużony Działacz Turystyki”
- Zasłużony Działacz LZS